# Maltipoo
El maltipoo es una mezcla entre las razas de perro Bichón Maltés y Caniche.

## Historia
Se cree que el Bichón Maltés es originario de la isla de Malta, situada al sur de Sicilia (Italia). A lo largo de los siglos, estos perros fueron muy queridos por la realeza, y se les consideraba parte de la familia real. La popularidad de los malteses creció de forma constante y gradual a lo largo de los años, y finalmente fueron introducidos en América a finales del siglo XIX. 
Los orígenes del caniche estándar se remontan a la Francia del siglo XV. Estos perros de pelo rizado eran tan populares en aquella época que llegaron a ser conocidos como la raza nacional de Francia. Aunque tardaron casi tres siglos, los caniches empezaron a ganar popularidad en otros países como España. Durante el siglo siguiente, el caniche estándar fue criado hasta alcanzar el tamaño que hoy conocemos como caniche toy y miniatura.
Aunque se sabe que el Maltipoo es una nueva mezcla de caniche, no es muy fácil encontrar el lugar o el año exactos en que se creó esta raza mixta. Ninguna persona u organización se atribuyó el mérito del primer cachorro de esta nueva mezcla.

## Colores

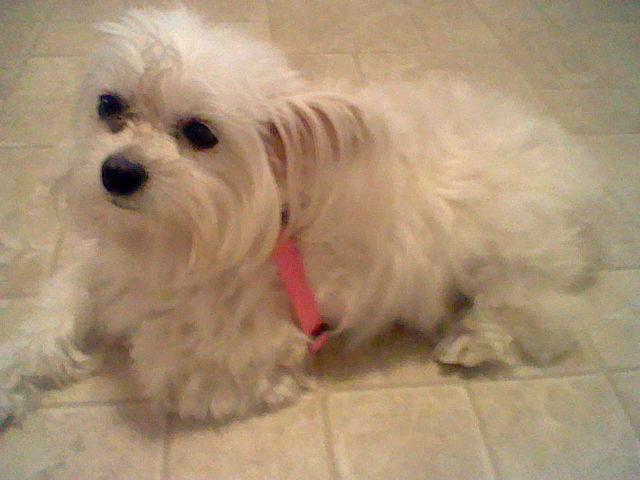
Maltipoo tumbado

Muchos maltipoos son de color blanco, pero también es posible encontrarlos en tonos marrones, negros y rojizos.

## Ambiente
Los Maltipoos deben mantenerse dentro de casa, no pueden estar fuera demasiado tiempo. Sólo deben salir para ir al baño, jugar o hacer ejercicio.Como casi todas las razas de su tamaño, necesita una dieta alta en proteínas y baja en grasas.
Su esperanza de vida es de 10 a 15 años. 

## Higiene
Los Maltipoos deben ser bañados cada 3 semanas o un mes.Además, mudan muy poco o nada, por lo que es una buena mascota para las personas con alergias.